# 総力戦 (ルーデンドルフ)
『総力戦』(Der totale Krieg)は、ドイツの軍人エーリヒ・ルーデンドルフによって1935年に著された戦争理論の著作である。

## 概要
クラウゼヴィッツの『戦争論』（1832年）で展開された理論が時代の変化に対応できずに陳腐化しており、またこれを研究することは混乱を招くものとした。そもそもクラウゼヴィッツが生きた時代での戦争は国民とは別に政府と軍隊だけによって行われるものであり、これは過去のものとなった。戦争の性質を変えたのはフランス革命であったが、19世紀には本質的な暴力性は表面化していなかった。しかし第一次世界大戦で戦争の様相は変化したのであり、国民も戦争に貢献することが求められるようになったのである。こうして戦争の本質が変化したことであり、したがって戦争と政治の関係、特に政治の本質が変化したのである。
クラウゼヴィッツは政治の価値を戦争の価値より重視しており、戦争指導を政治・外交に従属させていた。しかし政治の任務はより拡大したのであることを考えれば、総力的な戦争、総力戦と同様に総力的な政治、総力政治を実施しなければならない。戦争が国民の生死を決める最も重大な緊張であるために、総力政治は平時から国民に闘争の準備を進める。そのために政治は戦争に寄与しなければならない。
さらに総力戦では従来の軍事力の要素であった兵員や兵器だけでなく、非軍事的要素も含まれるようになる。海上封鎖や経済制裁によって物資の補給を阻止する経済的な攻撃や、国民の士気を削ぐためにビラやラジオ放送による心理的な攻撃を与えるため、政治は戦争の要求を満たさなければならない。したがって総力政治は国民士気を維持して共同体の維持を促進する。
総力戦は政治権力の中枢から指導される必要があるために軍部指導部、特に最高司令官の元で一元的に指導されなければならない。最高司令官は総力政治のために軍事的な戦争準備だけでなく、財政、商業、生産、教育を指導する。